# Choi Se-bin
Choi Se-bin (kor. 최세빈, ur. 11 sierpnia 2000) – koreańska szablistka, brązowa medalistka mistrzostw świata.
Podczas mistrzostw świata w Mediolanie w 2023 roku Koreanki w składzie: Choi Se-bin, Jeon Eun-hye, Jeon Ha-young i Yoon Ji-su zdobyły brązowy medal w zawodach drużynowych. W turnieju indywidualnym zajęła tam 27. miejsce.
Ponadto zdobyła brąz drużynowo na igrzyskach azjatyckich w Hangzhou w 2023 roku.